# Stoom Stichting Nederland
 (décembre 2024).
Si vous disposez d'ouvrages ou d'articles de référence ou si vous connaissez des sites web de qualité traitant du thème abordé ici, merci de compléter l'article en donnant les références utiles à sa vérifiabilité et en les liant à la section « Notes et références ».
Le "Stoom Stichting Nederland - SSN" (en français : Fondation Vapeur Pays-Bas) a pour objectif de maintenir et de restaurer des locomotives à vapeur historiques en état de fonctionnement afin de les préserver pour la postérité.
En pratique, la fondation se concentre exclusivement sur les locomotives à vapeur et les voitures à voyageurs. En 2023, la collection comprend six locomotives à vapeur, quatre locomotives diesel, trois voitures d'origine belge (K1 de 1er cl.), sept voitures ouest-allemandes, ainsi qu'une voiture-restaurant Mitropa est-allemande. Deux des locomotives à vapeur sont opérationnelles, bien qu'en pratique une ou plusieurs soit en cours d'entretien (ou de restauration complète) en raison du régime de maintenance. La plupart des locomotives opérationnelles sont équipées du système de sécurité néerlandais ATB-E, qui est obligatoire pour le matériel roulant historique des musées. La locomotive à vapeur BR 01.1075 est également équipée du système de sécurité allemand PZB90 depuis 2010 et peut donc être officiellement admise sur le réseau ferroviaire allemand. Cela fait du "SSN" la seule organisation muséale néerlandaise à être autorisée à conduire de manière indépendante et avec son propre matériel en Allemagne.

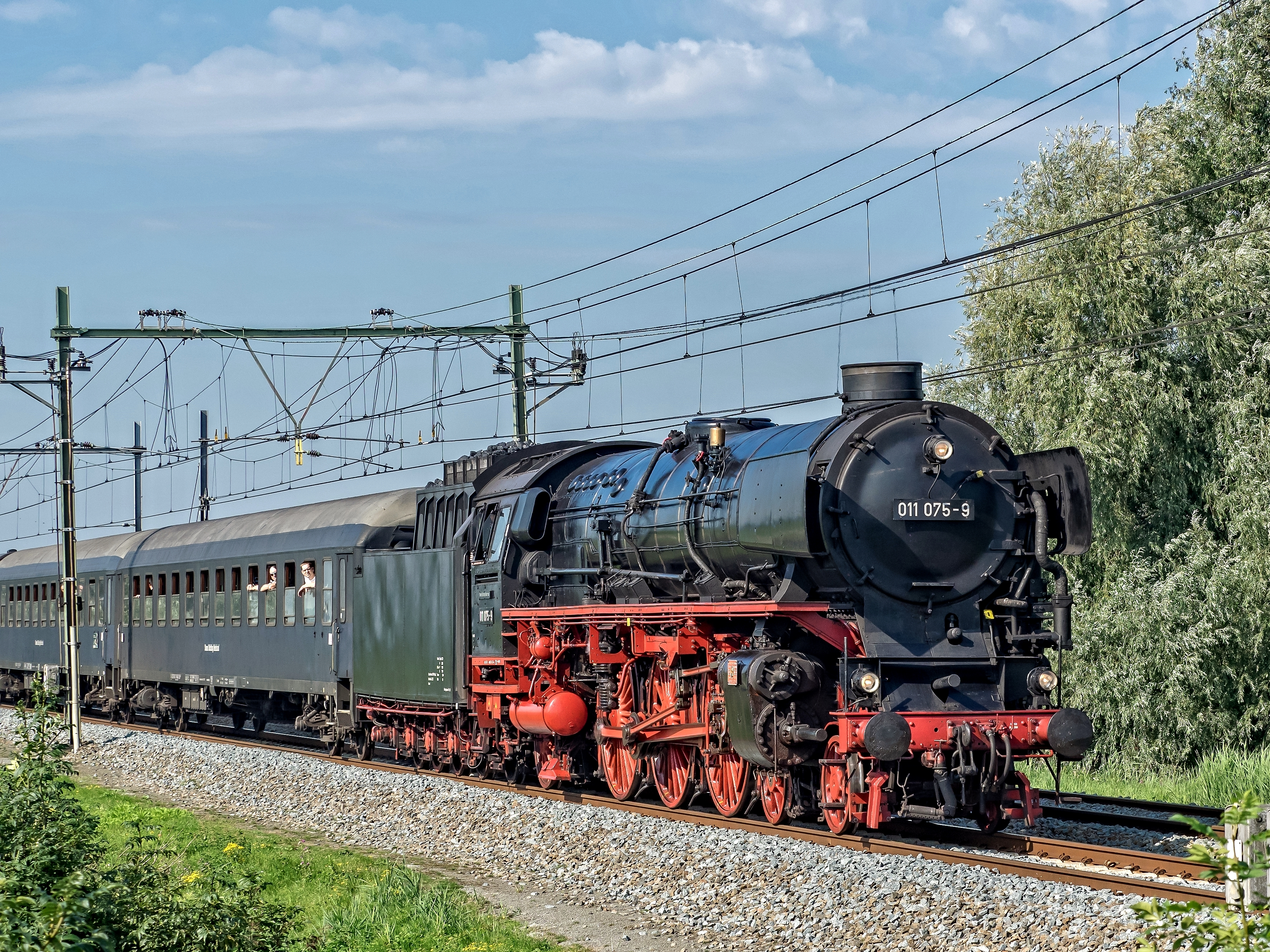
La locomotive à vapeur BR 011 075-9 (DB 01.1075) du "SSN" avec un train à Hogebrug-Hekendorp.

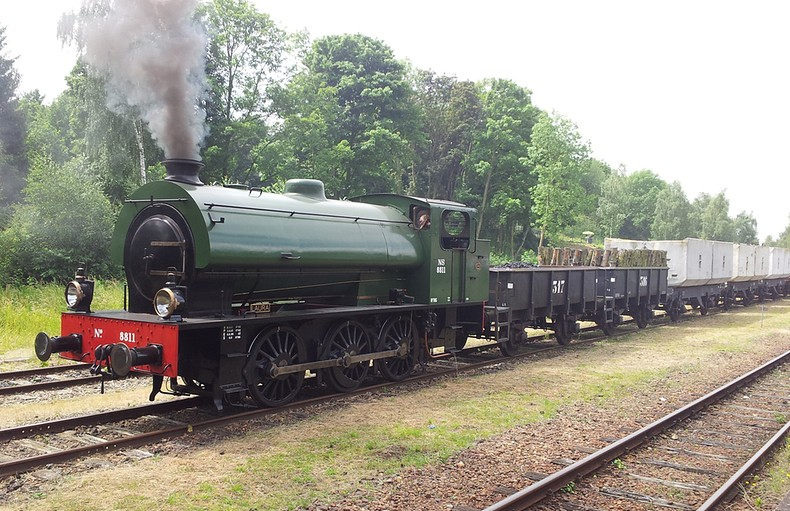
La locomotive à vapeur (030T) Austerity n°8811 du "SSN" visitant le ZLSM à Simpelveld.

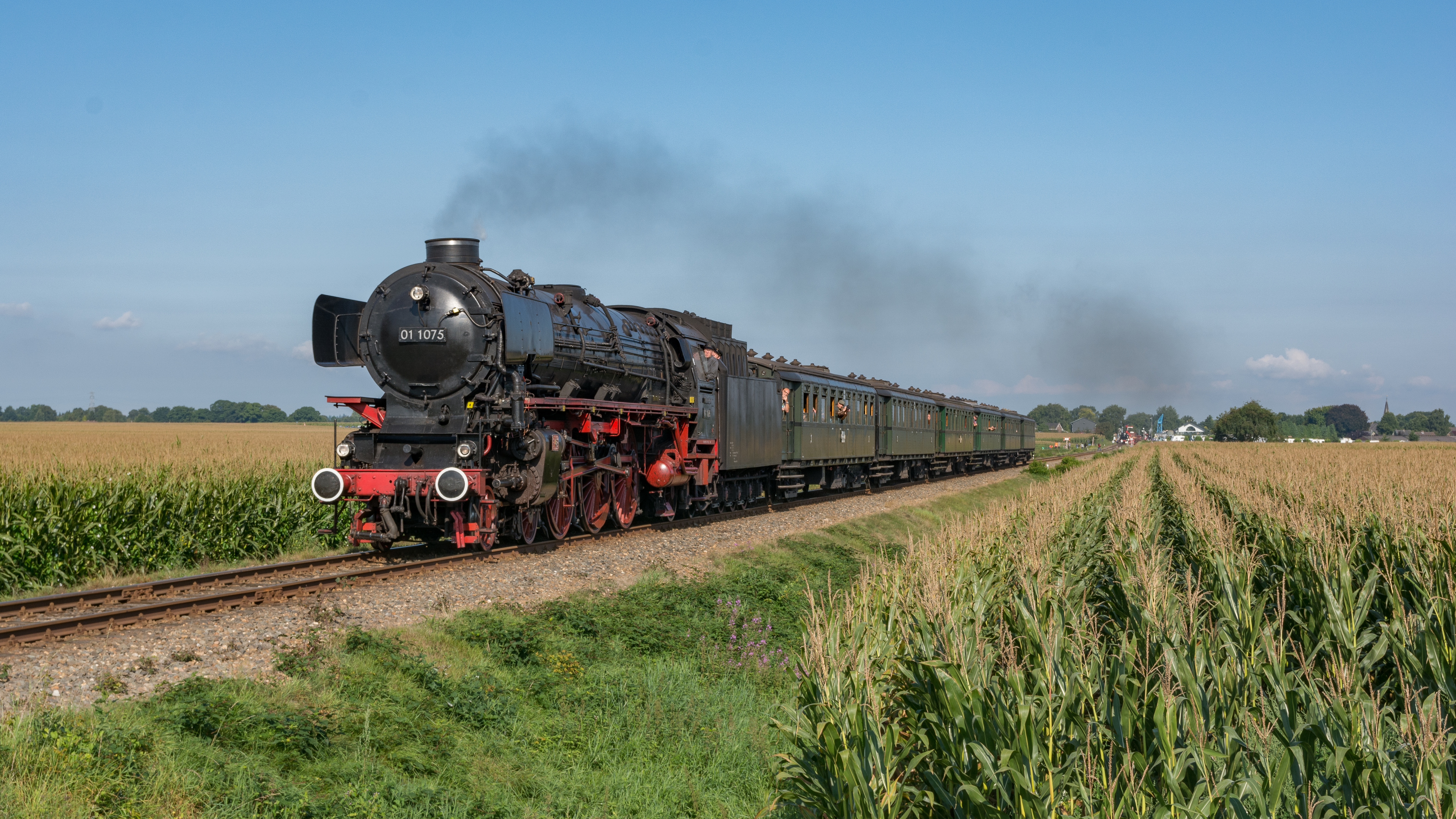
La locomotive à vapeur BR 01.1075 du "SSN" visitant le "VSM" approche de Beekbergen.

## Le dépôt musée à Rotterdam
La collection est conservée au Museumstoomdepot à Bosdreef à Rotterdam, un hangar à locomotives à l'ancienne avec une cour et une plaque tournante associées. Le chantier du "SSN" est relié à la ligne ferroviaire Utrecht-Rotterdam via la gare de fret désaffectée de Rotterdam Noord. Le hangar à locomotives sert non seulement d'abri, mais aussi d'atelier d'entretien pour la collection de l'asbl. L'atelier est ouvert aux visiteurs certains jours ou lors de certaines journées spéciales.

## Circulations
Le "SSN" n'exploite pas sa propre ligne de chemin de fer de musée, mais fait circuler des trains tirés par des locomotives à vapeur sur le réseau ferroviaire national. Plusieurs fois par an, des excursions d'un ou plusieurs jours sont organisées pour les donateurs et les personnes intéressées. Les voyages de plusieurs jours mènent souvent à l'étranger. Le "SSN" fait également circuler régulièrement des trains à vapeur pour des grands événements tels que les journées portuaires de Rotterdam ou "Dordt in Stoom".

## Les collections
Les listes suivantesne sont pas exhaustives et devront être complétées ou actualisées au fil du temps (dernière actualisation en novembre 2024) :

### Locomotives à vapeur
| Compagnie et numéro | Nom et détails                                   | Constructeur et date                  | État actuel                                                | Origine et informations techniques | Photo |
| ------------------- | ------------------------------------------------ | ------------------------------------- | ---------------------------------------------------------- | --- | ----- |
| DB 01.1075          | Locomotive pour train express. Série BR 01.10    | Schwartzkopf (no 11331), 1940         | Opérationnelle                                             | - Cette locomotive à vapeur était à l'origine chauffée au fioul et portait le numéro 012 075-8 à la DB. De 1940 à 1948, la locomotive avait un placage aérodynamique. - Acquise en 1975. - Convertie au charbon en 1991. - 24 m, 192 t, vitesse maximum : 140 km/h. - Timbre chaudière : 16 kg/cm². - Capacité de la soute à charbon (Tender) : 10 t. - Capacité de la soute à eau (Tender) : 38 000 L (38 m3). |       |
| DB 23.023           | Locomotive pour trains voyageurs. Série BR 23    | Jung (no 11478), 1952                 | Opérationnelle (depuis 2019, après une révision complète). | - Cette locomotive à vapeur à l'origine portait le numéro 23.023-5 à la DB. - Acquise en 1976. - 21 m, 132 t, vitesse maximum : 110 km/h. - Timbre chaudière : 16 kg/cm². - Capacité de la soute à charbon (Tender) : 8 t. - Capacité de la soute à eau (Tender) : 31 000 L (31 m3). |       |
| DB 41.105           | Locomotive de fret au fioul. Série BR 41         | Krupp (no 1927), 1939                 | Hors service (en cours de restauration complète).          | - Cette locomotive à vapeur à l'origine portait le numéro 042 105-7 à la DB. - Acquise en 1980. - 23 m, 178 t, vitesse maximum : 90 km/h. - Timbre chaudière : 16 kg/cm². - Capacité du réservoir à fioul (Tender) : 12 000 L (12 m3). - Capacité de la soute à eau (Tender) : 34 000 L (34 m3). |       |
| DB 50.125           | Locomotive de fret. Série BR 50                  | Jung (no 9283), 1941                  | Hors service (en attente d'une restauration complète).     | - Cette locomotive à vapeur à l'origine portait le numéro 051 255-8 à la DB. - Acquise en 1977. - 23 m, 135 t, vitesse maximum : 80 km/h. - Timbre chaudière : 16 kg/cm². - Capacité de la soute à charbon (Tender) : 8 t. - Capacité de la soute à eau (Tender) : 26 000 L (26 m3). |       |
| DB 65.018           | Locomotive-tendrer. Série BR 65                  | Krauss-Maffei (no 17897), 1955        | Opérationnelle (depuis 2019).                              | - Cette locomotive à vapeur à l'origine portait le numéro 065 018-4 à la DB. - Acquise en 1991. - 15 m, 107 t, vitesse maximum : 85 km/h. - Timbre chaudière : 14 kg/cm². - Capacité de la soute à charbon : 4,8 t. - Capacité de la soute à eau : 14 000 L (14 m3). - Hors service en novembre 2018. Elle est transférée au "VSM" (Veluwsche Stoomtrein Maatschappij) le 6 octobre 2019, depuis lors, elle est louée à l'asbl (pour une durée de 10 ans) suivant une remise en état de marche, ce qui est le cas depuis octobre 2019. |       |
| NS no 8811          | Locomotive de manœuvre anglaise à trois essieux. | Hudswell Clarke & Co. (no 1737), 1943 | Hors service (en attente d'une révision complète).         | - Cette locomotive à vapeur à l'origine portait le numéro WD-75080 en Angleterre. - Acquise en 1981 via les mines "Laura & Julia" (dans le Limbourg néerlandais), où la locomotive roulait sous le numéro LV 13. - 9 m, 49 t, vitesse maximum : 50 km/h. - Timbre chaudière : 12 kg/cm². - Capacité de la soute à charbon : 2 t. - Capacité de la soute à eau : 5 500 L (5,5 m3). |       |

### Locotracteurs diesel
| Compagnie et numéro      | Nom et détails                                  | Constructeur et date               | État actuel                                       | Origine et informations techniques | Photo |
| ------------------------ | ----------------------------------------------- | ---------------------------------- | ------------------------------------------------- | --- | ----- |
| NS no 228                | Locotracteur de manœuvre de la série NS 200     | Werkspoor (no 678), 1935           | Opérationnel                                      | - Ce locotracteur à l'origine portait le numéro 228 au NS. - 7 m, 21 t, vitesse maximum : 60 km/h. - Capacité du réservoir à gazole : 0 000 L (0,0 m3).                                                                                               |       |
| NS no 658                | Locomotive de manœuvre de la série NS 600       | The English Electric Company, 1957 | Hors service (en cours de restauration complète). | - Cette locomotive diesel de manœuvre vient d'Angleterre. - Acquise en 2006 (via le "Stichting Museum Materieel Railion"). - 9 m, 47 t, vitesse maximum : 30 km/h. - Capacité du réservoir à gazole : 0 000 L (0,0 m3).                               |       |
| 6001                     | Locomotive de manœuvre dit "Le RET"             | Gmeinder (Allemagne), 1976         | Opérationnel                                      | - Cette locomotive diesel de manœuvre a été donnée en juillet 2023 par le RET (entreprise de transport urbain et régionaux dans et autour de Rotterdam). - 0 m, 00 t, vitesse maximum : 00 km/h. - Capacité du réservoir à gazole : 0 000 L (0,0 m3). |       |
| KNHS C.4-03 dite "Wanda" | Locotracteur venant du Hoogovens Stoom IJmuiden | Cockerill (no 3850), 1961          | Opérationnel                                      | - 6 m, 48 t, vitesse maximum : 30 km/h. - Capacité du réservoir à gazole : 0 000 L (0,0 m3). |       |

### Voitures à voyageurs
| Compagnie et numéro  | Nom et détails                                                               | Constructeur et date                    | État actuel                                       | Origine et informations techniques | Photo |
| -------------------- | ---------------------------------------------------------------------------- | --------------------------------------- | ------------------------------------------------- | --- | ----- |
| SNCB 21.025          | SNCB Type K1 (Voiture de 1er classe)                                         | Baume & Marpent, 1934                   | Hors service (en cours de restauration complète). | - Cette voiture à voyageurs était à l'origine utilisée sur le réseau de la SNCB sous le numéro d'origine no 21.025. - Numéro UIC : 50 88 18-40 025-6. - Cette voiture à voyageurs a été acquise fin 1990 via l'asbl "Vennbahn" (Belgique). - 64 places assises. - 23 m, 51 t, vitesse maximum : 140 km/h. |       |
| SNCB 21.027          | SNCB Type K1 (Voiture de 1er classe)                                         | Baume & Marpent, 1934                   | Opérationnelle                                    | - Cette voiture à voyageurs était à l'origine utilisée sur le réseau de la SNCB sous le numéro d'origine no 21.027. - Numéro UIC : 50 88 18-40 027-2. - Cette voiture à voyageurs a été acquise fin 1990. - 64 places assises. - 23 m, 51 t, vitesse maximum : 140 km/h.                                  |       |
| SNCB 21.036          | SNCB Type K1 (Voiture de 1er classe)                                         | Baume & Marpent, 1934                   | Opérationnelle                                    | - Cette voiture à voyageurs était à l'origine utilisée sur le réseau de la SNCB sous le numéro d'origine no 21.036. - Numéro UIC : 50 88 18-40 036-3. - Cette voiture à voyageurs a été acquise fin 1990. - 64 places assises. - 23 m, 51 t, vitesse maximum : 140 km/h.                                  |       |
| DB 51 84 22 40 498-9 | Voiture de la DB de type Bm232 (Voiture de 2ème classe)                      | Credé (Kassel, Allemagne), 1958         | Opérationnelle                                    | - Cette voiture à voyageurs portait les numéros no 18863, no 51 80 22-40 498-3 à la DB. - Cette voiture est reconnaissable à ses autres portes frontales et à ses grandes portes extérieures. - Acquise en 2008. - Voiture pour le personnel permanent. - 26 m, 37 t, vitesse maximum : 140 km/h.         |       |
| DB 51 84 22-40 350-2 | Voiture de la DB de type Bm238 (Voiture de 2ème classe)                      | Orenstein & Koppel (no 310011/17), 1958 | Opérationnelle                                    | - Cette voiture à voyageurs portait le numéros no 51 84 22-40 350-2 à la DB. - Acquise en 2010. - En 2019, sa révision est terminée en couleurs pop-art vert et blanc. - Surnommé "De Rotterdammer". - 26 m, 00 t, vitesse maximum : 140 km/h.                                                            |       |
| DB 51 84 22-40 414-6 | Voiture de la DB de type Bm238 (Voiture de 2ème classe)                      | Wegmann (no 5124), 1959                 | Opérationnelle                                    | - Cette voiture à voyageurs portait les numéros no 56 84 22-40 414-6 à la DB. - Acquise en 2010 (livrée verte). - 26 m, 00 t, vitesse maximum : 140 km/h. |       |
| DB 51 84 22-40 618-2 | Voiture de la DB de type Bm238 (Voiture de 2ème classe)                      | MAN (no 144881), 1959                   | Opérationnelle                                    | - Cette voiture à voyageurs portait les numéros no 51 84 22-40 618-2 à la DB. - Acquise en 2010 (livrée bleue). - 26 m, 00 t, vitesse maximum : 140 km/h. |       |
| DB 51 84 22-40 759-4 | Voiture de la DB de type Bm238 (Voiture de 2ème classe)                      | MAN (no 145226), 1960                   | Opérationnelle                                    | - Cette voiture à voyageurs portait les numéros no 51 84 22-40 759-4 à la DB. - Acquise en 2010 (livrée bleue). - 26 m, 00 t, vitesse maximum : 140 km/h. |       |
| DB 56 80 85 92 252-0 | Voiture de la DB de type ARmh 217 (Voiture de 1er classe/Voiture-Restaurant) | Wegmann (Kassel, Allemagne), 1969       | Hors service (en cours de révision).              | - Cette voiture à voyageurs portait les numéros no 56 80 85 92 252-0 à la DB. - Acquise en 2016 (livrée rouge avec une bande blanche). - Cette voiture à voyageurs est également la plus longue des Pays-Bas. - 27,5 m, 00 t, vitesse maximum : 140 km/h.                                                 |       |
| DR 51 84 88-80 217   | Voiture de la DB de type WRm 130.1 (Voiture-Restaurant)                      | Waggonbau Bautzen, 1984                 | Opérationnelle                                    | - Voiture venant de la Deutsche Reichsbahn Mitropa (type WRm 130.1) en livrée traditionnelle rouge. 40 places assises et équipée d'une cuisine moderne. - Acquise en 1994. - Autorisée à circuler au Pays-Bas et en Allemagne. - 00 m, 00 t, vitesse maximum : 160 km/h.                                  |       |

### Fourgons, wagons de marchandises et équipements de service
| Compagnie et numéro  | Nom et détails                                     | Constructeur et date      | État actuel    | Origine et informations techniques | Photo |
| -------------------- | -------------------------------------------------- | ------------------------- | -------------- | --- | ----- |
| DB 51 84 92-99 068-5 | Voiture de la DB de type Dm905 (Fourgon à bagages) | Linke-Hofmann-Busch, 1975 | Opérationnelle | - Cette voiture à voyageurs portait les numéros no 51 84 92-99 068-5 à la DB, puis transférée chez "NS Overnight Express". - Acquise en 2010 (Transformée en wagon-citerne quelques années plus tard). - 26 m, 38 t, vitesse maximum : 140 km/h. |       |
| DB 51 84 92-99 067-7 | Voiture de la DB de type Dm905 (Fourgon à bagages) | Linke-Hofmann-Busch, 1974 | Hors service   | - Cette voiture à voyageurs portait les numéros no 51 84 92-99 067-7 à la DB, puis transférée chez "NS International" & "Railion Pays-Bas". - Acquise en septembre 2010. - 26 m, 38 t, vitesse maximum : 140 km/h.                               |       |
| NS 40 84 95 91 049-4 | Wagon de marchandise NS de type Gs                 | Werkspoor, date inconnue. |                | - Ce wagon était de base de type Gs (wagon fermé) venant des NS. Transformé en wagon plat en 2014. - 10,6 m. |       |
| NS 01 84 22 53 065-1 | Wagon de marchandise NS de type Hbis               | Waggonfabrik Talbot, 1973 |                | - Wagon venant des NS (sous le no 01 84 22 53 065-1) puis acquis via le "Groupe de travail loco 1501/Classic Locomotives Foundation". |       |
| NS 40 84 953 6 386-8 | Wagon de marchandise NS de type Ks                 | Werkspoor, 1955           |                | - Wagon venant des NS (sous le no 40 84 953 6 386-8, ex wagon à ranchers du "VSM"). |       |

## Matériels ayant quittés l'association

### Locomotives à vapeur et locotracteurs  diesel
| Compagnie et numéro | Nom et détails                           | Constructeur et date                 | État actuel et informations techniques                                                                    | Photos |
| ------------------- | ---------------------------------------- | ------------------------------------ | --- | ------ |
| ÖBB BR 52 3879      | Locomotive à vapeur de fret. Série BR 52 | Wiener locomotiv fabriek A. G., 1944 | - Au "SSN" de 1989 à 2003. Propriété d'un particulier. - Maintenant au Veluwsche Stoomtrein Maatschappij. |        |
| 6326                | Locomotive à vapeur sans foyer           | Orenstein & Koppel, 1913             | - Opérationnelle au Stichting Stadskanaal Rail.                                                           |        |
| V60 no 12942        | Locomotive diesel de manœuvre            | LEW, 1964                            | - Au "SSN" de 1997 à 1999. Propriété d'un particulier. - Vendu et récupéré puis mis au rebut en 2005.     |        |
| C4-06               | Locomotive diesel de manœuvre            | Cockerill, 1961                      | - Au "SSN" de 1986 à inconnu. - Retour au Hoogovens Stoom IJmuiden.                                       |        |

### Grues à vapeur
| Compagnie et numéro | Nom et détails | Constructeur et date           | État actuel et informations techniques                                       | Photos |
| ------------------- | -------------- | ------------------------------ | ---------------------------------------------------------------------------- | ------ |
| Stoomkraan 23       | IBHC           | Scheepswerf Piet Smit Jr, 1943 | - Au "SSN" de 1978 à 2006. - Mis au rebut par un privé par manque d'intérêt. |        |
| Stoomkraan 9        | Boele          | Boele, 1945                    | - Au "SSN" de 1982 à 1997. - Vendue au Museumstoomtram Hoorn-Medemblik.      |        |

### Bateaux à vapeur
| Compagnie et numéro | Nom et détails              | Constructeur et date                         | État actuel et informations techniques                                                                                                   | Photos |
| ------------------- | --------------------------- | -------------------------------------------- | --- | ------ |
| De Finland          | Remorqueur à vapeur Finland | Scheepswerf Piet Smit Jr, 1921               | - Au "SSN" de 1976 à 1981. - Maintenant à la fondation finlandaise des remorqueurs à vapeur.                                             |        |
| ELEVATOR 4          | Élévateur à vapeur GEM 4    | Wilton Machinefabriek & Scheepswerf NV, 1908 | - "Au "SSN" de 1979 à 1982. Retourné à Grain Elevator Company. Fournisseur de pièces pour la trémie à grains City n°19. - Mise au rebut. |        |

### Voitures à voyageurs
| Compagnie et numéro | Nom et détails                               | Constructeur et date   | État actuel et informations techniques                                                                                            | Photos |
| ------------------- | -------------------------------------------- | ---------------------- | --- | ------ |
| NS mC 9018          | Voiture NS de type Blokkendoos               | Beijnes, 1926          | - Au "SSN" de 1985 à 1997 (à servi de logement pour le personnel). - Vendu au Veluwsche Stoomtrein Maatschappij. - Mise au rebut. |        |
| NS RD 7659          | Voiture NS de type Plan D Voiture-Restaurant | Beijnes, 1951          | - Au "SSN" de 1978 à 1999. - En 1999 parti au Nederlands Spoorwegmuseum (Musée National des Chemins de Fer Néerlandais).          |        |
| NS A 7704           | Voiture NS de type Plan D                    | Werkspoor, 1950        | - Au "SSN" de 1978 à 1991. - En 1991 via la fondation "Dordt in Stoom" en 1994 au Veluwsche Stoomtrein Maatschappij.              |        |
| NS A 7709           | Voiture NS de type Plan D                    | Werkspoor, 1950        | - Au "SSN" de 1978 à 1991. En 1991 via le Stoomtrein Goes-Borsele en 1994 au NSM.                                                 |        |
| NS AB 7711          | Voiture NS de type Plan D                    | Werkspoor, 1951        | - Au "SSN" de 1978 à 1981, retour au NS. - Mise au rebut.                                                                         |        |
| NS AB 7718          | Voiture NS de type Plan D                    | Werkspoor, 1951        | - Au "SSN" de 1978 à 1981, retour au NS. - Mise au rebut.                                                                         |        |
| NS C 7826           | Voiture NS de type Plan D                    | Werkspoor, 1951        | - Au "SSN" de 1978 à 1981, retour au NS. - Mise au rebut.                                                                         |        |
| NS C 7837           | Voiture NS de type Plan D                    | Werkspoor, 1951        | - Au "SSN" de 1978 à 1981, retour au NS. - Mise au rebut.                                                                         |        |
| NS AB 7355          | Voiture NS de type Plan K                    | Beijnes, 1957          | - Au "SSN" en 1981, retour au NS en 1982. - En 1996 vers le Veluwsche Stoomtrein Maatschappij. - Mise au rebut en 2017.           |        |
| NS AB 7358          | Voiture NS de type Plan K                    | Beijnes, 1957          | - Au "SSN" en 1981, retour au NS en 1982. - Mise au rebut.                                                                        |        |
| NS AB 7361          | Voiture NS de type Plan K                    | Beijnes, 1957          | - Au "SSN" en 1981, retour au NS en 1982. - Mise au rebut.                                                                        |        |
| NS AB 7363          | Voiture NS de type Plan K                    | Beijnes, 1957          | - Au "SSN" en 1981, retour au NS en 1982. - Mise au rebut.                                                                        |        |
| NS AB 7372          | Voiture NS de type Plan K                    | Beijnes, 1957          | - Au "SSN" en 1981, retour au NS en 1982. - Mise au rebut.                                                                        |        |
| SNCB 21.003         | Voiture SNCB de type K1                      | Baume et Marpent, 1933 | - Partie en 2011 pour le rejoindre les collections du musée ferroviaire national Belge Train World (Belgique).                    |        |
| SNCB 21.019         | Voiture SNCB de type K1                      | Baume et Marpent, 1934 | - Partie en 2011 pour le PFT (Belgique).                                                                                          |        |
| SNCB 29.126         | Voiture SNCB de type K1                      | Braine-le-Comte, 1934  | - Partie en en 2011 pour le PFT (Belgique).                                                                                       |        |

### Fourgons à bagages,Wagonset équipements de service
| Compagnie et numéro  | Nom et détails                                 | Constructeur et date        | État actuel et informations techniques                                                                    | Photos |
| -------------------- | ---------------------------------------------- | --------------------------- | --- | ------ |
| NS D 7618            | Voiture NS de type Stalen D Voiture-Restaurant | Allan/Beijnes, 1932         | - Numéro d'origine D 6063. Au "SSN" en 1977. - En 1997 au Veluwsche Stoomtrein Maatschappij.              |        |
| NS 3441              | Wagon NS de type Gls                           | Werkspoor, 1950             | - Transféré au Nederlands Spoorwegmuseum (Musée National des Chemins de Fer Néerlandais). - Mis au rebut. |        |
| NS 69401             | Wagon NS de type E                             | Werkspoor, 1958             | - Maintenant au Veluwsche Stoomtrein Maatschappij.                                                        |        |
| NS 69413             | Wagon NS de type E                             | Werkspoor, 1956             | - Maintenant au Veluwsche Stoomtrein Maatschappij.                                                        |        |
| NS 69489             | Wagon NS de type E                             | Werkspoor, 1958             | - Maintenant au Veluwsche Stoomtrein Maatschappij.                                                        |        |
| NS 69533             | Wagon NS de type E                             | Werkspoor, 1958             | - Ce wagon est parti au Museum Buurtspoorweg via le Veluwsche Stoomtrein Maatschappij.                    |        |
| NS 40095             | Wagon NS de type GLDW                          | Werkspoor, 1951             | - Maintenant au Veluwsche Stoomtrein Maatschappij.                                                        |        |
| NS 20992             | Wagon NS de type CHK                           | Waggongyär Györ, 1949       | - En 2020 parti au Veluwsche Stoomtrein Maatschappij.                                                     |        |
| 743 588              | Voiture de service DDR                         | VEB Waggonbau Bautzen, 1956 | - Au "SSN" de 1989 à 2003. Appartenait à un particulier. Maintenant au Veluwsche Stoomtrein Maatschappij. |        |
| NS 40 84 95 41 166-7 | Voiture de service NS de type Us 511           | Werkspoor, 1959             | - Wagon NS no 40 84 95 41 166-7 converti en 1991. Enlevé le 26-2-2021 à Het Land van Jan Klaassen.        |        |